# برند شرام
برند شرام (انگلیسی: Bernd Schramm؛ زادهٔ ۱۴ فوریهٔ ۱۹۶۷) بازیکن فوتبال است.